# Xã Richland, Quận Cambria, Pennsylvania
Xã Richland (tiếng Anh: Richland Township) là một xã thuộc quận Cambria, tiểu bang Pennsylvania, Hoa Kỳ. Năm 2010, dân số của xã này là 12.814 người.